# Alfred Rust
Alfred Rust foi um arqueólogo alemão. Concluiu um curso em engenharia elétrica em 1926, e até 1930 trabalhou como administrador técnico de uma companhia de eletricidade em Hamburgo. Em 1928 começou a cursar arqueologia na mesma cidade. Viajou várias vezes para o Oriente Médio entre 1930 e 1933.